# Sosippus michoacanus
Sosippus michoacanus là một loài nhện trong họ Lycosidae.
Loài này thuộc chi Sosippus. Sosippus michoacanus được George Stewardson Brady miêu tả năm 1962.